# Серафим Кръстич
Серафим С. Кръстич (на сръбски: Серафим Крстић или Serafim Krstić) е македонски сърбоманин, деец на Сръбската пропаганда в Македония, депутат в Кралство Югославия.

## Биография
Серафим Кръстич (Кръстев) е роден на 20 май 1883 година в стружкото село Подгорци, тогава в Османската империя в семейството на поп Стоян Кръстев от Лабунища.
След Младотурската революция, в 1909 година е избран за депутат от Охрид в скупщината на сърбите османлии.
След като Вардарска Македония попада в Сърбия, Кръстич е избиран за депутат и сенатор.
Умира след 1935 година.